# Estadio Mayol
El Stade Mayol es un estadio ubicado en Toulon, en el centro de la ciudad. Ofrecido por el cantante Félix Mayol al Rugby Club Toulonnais, actualmente es propiedad de la ciudad de Toulon. Acoge los partidos del Rugby Club Toulonnais (y en el pasado acogió los del Sporting Club Toulon ), así como los partidos del Festival Toulon Espoirs (incluida la final).

## Historia
Mayol, situado en el centro de la ciudad, en el barrio portuario de Toulon, es uno de los estadios "míticos" del rugby francés. Toma su nombre de un cantante de principios del siglo XX, Félix Mayol, quien ofreció el terreno y los derechos de sus canciones al club de Rugby de Toulon para costear sus instalaciones porque, como explica en sus memorias:

À Toulon, où la jeunesse est particulièrement active et vigoureuse, nous n'avions pas le moindre terrain utilisable... Seul demeurait un vélodrome désaffecté, où nul n'allait jamais, qui ne servait plus à rien et qui me paraissait s'ennuyer autant que nos aspirants sportsmen... Alors, mon Dieu, c'était tout simple, j'ai acheté le vieux vélodrome ! J'y donnai moi-même le premier coup de pioche....
Félix Mayol

Le stade Mayol, c'est une légende.
Aubin Hueberdans Var-Matin

 El estadio fue inaugurado el 28 de marzo de 1920 con un campo a través, un partido de fútbol entre la sección de balón redondo del RCT y el Stade Raphaëlois (victoria del Saint-Raphaël, 4 a 0) y un partido de rugby entre el RCT y el TOEC (Toulouse) lo que resultará en un empate 3 a 3. 
El Stade Mayol es atípico porque está situado en el corazón de Toulon. Como señala La Vie Sportive: “El estadio ofrece el ejemplo único en Francia de un estadio tan cerca del centro de la ciudad." El estadio Mayol ocupa efectivamente una posición estratégica : cerca del barrio de Besagne, importante proveedor de jugadores del RCT, con fácil acceso al Cours Lafayette y a los cafés del puerto donde los aficionados se reunían y charlaban mucho, y no lejos del bulevar de Estrasburgo y sus brasseries, sede de las sociedades deportivas de Tolón en aquella época.
En 1921, el estadio casi desapareció. De hecho, se presentó al consejo municipal y al primer diputado Sr. Coulomb señaló que el estadio Mayol no era una instalación definitiva porque ocupaba un lugar en virtud de una tolerancia otorgada por la Ingeniería Militar del municipio de Micholet y que además era reclamado por la Cámara de Comercio para establecer las vías férreas que estaban para conectar la estación PLM, la estación Sud-France y el puerto comercial. Este proyecto, aunque adoptado por el concejo municipal, nunca se llevó a cabo y finalmente, el “Gran parque omnideportes" de la ciudad de Tolón se construirá en Font-Pré en 1936.
Luego, el estadio Mayol sufrió los horrores de la guerra (53 agujeros de bomba). Fue reconstruido o renovado en 1947, luego en 1965, en 1983 y en los años 1990. Desde 2013, tiene una capacidad de 15 400 asientos y ha visto la grandeza y la gloria del RC Toulon, pero también sus reveses. Durante varias temporadas, compartió estadio con los futbolistas del Sporting Club de Toulon, entonces en primera división . Además, el fútbol sigue siendo relevante en el estadio Mayol, ya que desde 1975 se celebra allí el Festival Toulon Espoirs.
En abril de 1990, se construyó un centro comercial en el solar de Besagne, justo detrás del estadio, y se instaló un aparcamiento con 3000 asientos en el sótano del estadio. Con una superficie de 50 000 m2, a este centro se unirán un centro de congresos (el Palacio de Neptuno) y un hotel para los congresistas, todo ello en el lugar conocido como Besagne.
Todos los equipos importantes han acudido al estadio Mayol, y el estadio ha acogido regularmente partidos internacionales durante las giras de equipos como Nueva Zelanda (en 1986, 1990 y 1995), Sudáfrica, Australia, Canadá, Italia, Rusia, los Barbarians, etc.

## Gradas

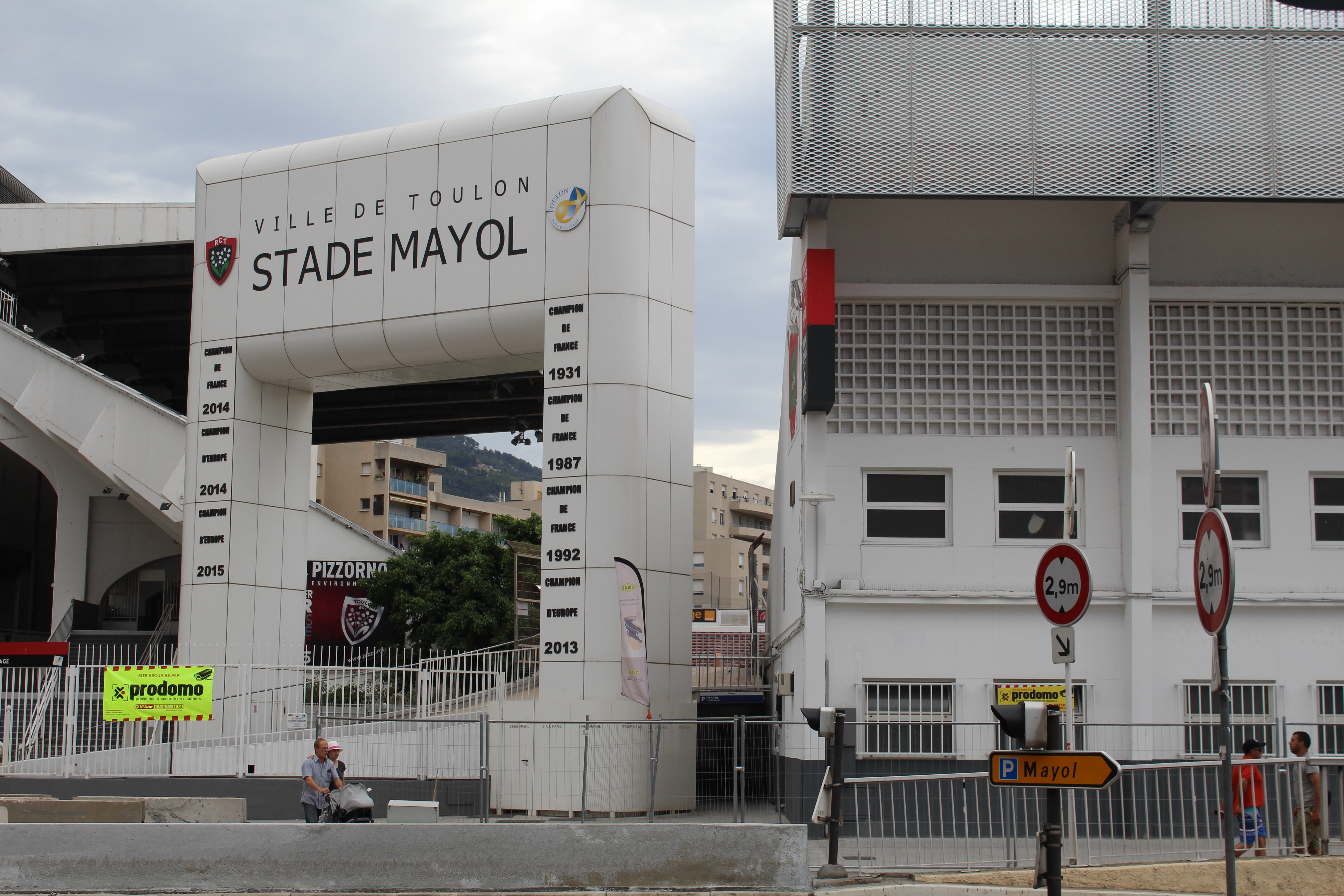
Exterior del estadio

Las gradas rinden homenaje a los jugadores del club Toulon Rugby fallecidos trágicamente:
- Grada de Bonnus (con vistas a la antigua línea de ferrocarril, a lo largo de la avenida Roosevelt), en memoria de Michel Bonnus, fallecido en agosto de 1959 a la edad de 44 años, tras un atentado. [2] Capacidad : aproximadamente 4610 plazas. Tribuna cubierta. 26 boxes para 10 personas, es decir 260 plazas.
- Tribuna Lafontan (presidencial), llamada así en honor de Jules Lafontan quien, habiéndose convertido en un luchador de la resistencia durante la Segunda Guerra Mundial, cayó bajo las balas alemanas durante la liberación de Toulon en 1944. Capacidad : aproximadamente 3257 plazas. Tribuna cubierta. 38 boxes para 8 a 16 personas, es decir, aproximadamente 48 plazas.
- Tribuna de Delangre (frente al Faron, de vuelta al puerto), en memoria de Eugène Delangre fallecido en 1970. Capacidad : aproximadamente 2242 plazas.
- Grada final (al pie de Faron, frente al puerto), en homenaje a Charles Finale, un joven pilar que murió trágicamente tras un partido más que tormentoso entre Toulon y Grenoble en el Yves du Manoir Challenge el 26 de octubre de 1964. Capacidad: aproximadamente 3351 plazas.
- Stands del ala sur y norte. A ambos lados de la grada de Lafontan. Capacidad: aproximadamente 1766 plazas.
- Tribuna de cuarto de vuelta. Capacidad : aproximadamente 795 plazas.
- Tribuna Cuarto de vuelta Bonnus: 1060 plazas. 8 boxes para 12 personas, 96 plazas.

## Registro de asistencia
El mayor registro de asistencia es de 18 131 espectadores  el sábado 28 de abril de 2018 durante el Toulon - Castres (día 25 de la temporada 2017-2018), con entradas agotadas dos días antes del partido. 